# Prostitution en Colombie
La prostitution en Colombie est légale, réglementée et limitée aux bordels dans des « zones de tolérance » désignées,. Les professionnel(le)s du sexe sont tenus de subir des contrôles de santé réguliers. La prostitution est répandue, en partie à cause de la pauvreté et des migrations internes.
Sur le plan intérieur, les réseaux du crime organisé, certains liés à des groupes armés illégaux, sont responsables de la traite des êtres humains à des fins d'esclavage sexuel et le conflit armé a rendu vulnérables un grand nombre de victimes de la traite interne.
L'ONUSIDA estime qu'il y a 7 218 prostituées dans le pays.

## Prostitution illégale

### Prostitution enfantine
Une série de facteurs expose les enfants à des risques d'exploitation sexuelle en Colombie et les laisse sans protection. La guerre et le commerce de la drogue ont modifié les structures familiales qui, en temps ordinaire, auraient assuré la sécurité et les soins. La guerre a également provoqué le déplacement d'innombrables familles, dont certains enfants ont été soldats pendant la guerre. Les enfants déplacés sont particulièrement vulnérables à la prostitution forcée, encore plus dans une économie en déclin.
Un porte-parole du fonds des Nations unies pour l'enfance, l'UNICEF, Karel de Rooy, a déclaré que de nombreux enfants prostitués n'avaient que neuf ans et que les clients étaient souvent des étrangers d'âge moyen. Il a également déclaré que les enfants étaient souvent toxicomanes.
L'exploitation sexuelle commerciale des enfants se rencontre surtout dans les centres urbains et dans les zones où de nombreux hommes sont séparés de leur famille en raison du travail. Les enfants sont impliqués dans l'exploitation sexuelle commerciale soit dans la rue, soit dans des établissements privés tels que des bars, des bordels ou des salons de massage.
La culture de la violence en Colombie a créé un sentiment de peur et de résignation parmi la population; la violence a conduit à la prostitution des enfants et aux gangs d'enfants, ce qui a aggravé la situation de violence.
La Colombie est également une destination pour les touristes sexuels d'enfants étrangers, en particulier les villes côtières comme Carthagène et Barranquilla.

### Trafic sexuel
La Colombie est l'un des principaux pays d'origine des femmes et des filles victimes de la traite vers l'Amérique latine, les Caraïbes, l'Europe de l'Ouest, l'Asie et l'Amérique du Nord, y compris les États-Unis, à des fins d'exploitation sexuelle commerciale. En interne, les femmes et les enfants sont victimes de la traite des zones rurales vers les zones urbaines à des fins d'exploitation sexuelle commerciale.
La violence armée continue en Colombie a déplacé de nombreuses communautés, les rendant vulnérables à la traite des êtres humains. Les groupes à haut risque de traite interne comprennent les personnes déplacées, les femmes pauvres des zones rurales et les proches de membres d'organisations criminelles. Les membres de gangs et de réseaux criminels organisés forcent leurs proches et connaissances, ainsi que les personnes déplacées - généralement des femmes et des enfants - à des conditions de prostitution forcée.
De nombreux trafiquants révèlent la nature sexuelle du travail qu'ils proposent mais dissimulent des informations sur les conditions de travail, la clientèle, la liberté de mouvement et la compensation. D'autres déguisent leur intention en se présentant comme des agents de mannequins, en offrant des services de courtage matrimonial, en proposant des programmes d'études ou en organisant des escroqueries de loterie ou de bingo avec des voyages gratuits comme prix.
Le Bureau de surveillance et de lutte contre la traite des personnes du département d'État des États-Unis classe en 2018 la Colombie comme un pays de « niveau 1 ».

### Réponse du gouvernement
Le Gouvernement colombien s’efforce de lutter contre la prostitution des enfants, la prostitution forcée, l’esclavage sexuel et la traite des êtres humains. La Colombie interdit toutes les formes de traite par sa loi anti-traite, la loi 985, qui prescrit des peines minimales de 13 à 23 ans d'emprisonnement.
Le Gouvernement colombien coopère avec les gouvernements étrangers pour rapatrier les victimes de la traite et enquêter sur les affaires de traite.
Le Gouvernement a amélioré ses efforts de prévention contre la traite des êtres humains en lançant en octobre 2008 une vaste campagne d’éducation intitulée « La prochaine victime pourrait être vous ». La campagne comprenait des publicités télévisées, des spots radio et des publicités imprimées mettant en vedette une personnalité populaire de la télévision colombienne.
Cependant, la pauvreté et la violence du pays créent un environnement propice à l'exploitation sexuelle. De nombreuses victimes de la traite refusent d’aider à poursuivre leurs trafiquants, par crainte de représailles.